# Louis Magnus
Pour les articles homonymes, voir Magnus.
Temple de la renommée de l'IIHF : 1997
Temple de la renommée français : 2008
Louis Magnus (25 mai 1881, Kingston en Jamaïque - 1er novembre 1950, Paris) est un ancien patineur artistique et le fondateur de la fédération internationale de hockey sur glace.

## Biographie

### Famille
Louis Magnus naît le 25 mai 1881 à Kingston en Jamaïque de Walter Simon Magnus (1843-1901), marchand, et de Jeanne Marie Léonie Potiez (1856-1924), docteur en médecine de la Faculté de Paris.
Il se marie le 16 décembre 1905 à Paris avec Esther Nahmias (1885-1962) dont une fille (Janine Marie Magnus 1906-1997) ; ils divorcent le 9 juillet 1916. Il épouse en secondes noces le 25 août 1920, Léa Adouth (1892- décédée avant 1950).

### Carrière dans le patinage artistique
Né en Jamaïque d'un père britannique et d'une mère française, il arrive en France en juin 1889. Il commence le patinage en 1893 au collège Stanislas de Paris, entre au club des patineurs en 1897, et commence les entraînements intensifs en 1899.
Ce n'est qu'en 1905 que Louis Magnus se familiarise avec les méthodes internationales en entrant en relation avec le champion britannique Edgar Syers. Cette rencontre tardive ne lui permet pas une progression technique, ce qui l'empêche de rivaliser au niveau international.
En 1908, lors des premiers championnats de France de patinage artistique, il devient champion de France. Il le sera à 4 reprises jusqu'en 1911. Mais sur le plan international, il ne participe ni aux championnats d'Europe, ni aux championnats du monde, ni aux Jeux olympiques d'été de 1908 à Londres.
Il s'essaie également au couple artistique, et patine successivement avec Mlle Hounsfield en 1911, sa belle-sœur Anita Nahmias en 1912 avec qui il gagne le titre national et participe aux championnats du monde à Manchester, et Ophelia Correà da Costa en 1913.
Louis Magnus fait partie des pionniers de l'école française de patinage artistique, du début du XXe siècle, avec Francis Pigueron, Charles Sabouret ou Lucien Trugard.
| Compétition                                                                | 1908 | 1909 | 1910 | 1911 | 1912 | 1913 |  |  |  |  |  |  |  |  |
| Jeux olympiques d'été                                                      |      |      |      |      | X    |      |  |  |  |  |  |  |  |  |
| Championnats du monde                                                      |      |      |      |      |      |      |  |  |  |  |  |  |  |  |
| Championnats d’Europe                                                      |      |      |      |      |      |      |  |  |  |  |  |  |  |  |
| Championnats de France en individuel                                       | 1er  | 1er  | 1er  | 1er  |      |      |  |  |  |  |  |  |  |  |
|                                                                            |      |      |      |      |      |      |  |  |  |  |  |  |  |  |
| Compétitions en Couple                                                     | 1908 | 1909 | 1910 | 1911 | 1912 | 1913 |  |  |  |  |  |  |  |  |
| Jeux olympiques d'été                                                      |      |      |      |      | X    |      |  |  |  |  |  |  |  |  |
| Championnats du monde                                                      |      |      |      |      | 5e   |      |  |  |  |  |  |  |  |  |
| Championnats de France                                                     |      |      |      | 3e   | 1er  | 3e   |  |  |  |  |  |  |  |  |
| Légende : X = Pas de patinage artistique aux Jeux olympiques d'été de 1912 |      |      |      |      |      |      |  |  |  |  |  |  |  |  |

### Carrière dans le hockey sur glace
Passionné également de hockey sur glace, et constatant les différences entre les différents règlements utilisé par les hockeyeurs dans le monde, il souhaita d'abord confier à l'Union Internationale de Patinage l'uniformisation des règles. Devant le refus de celle-ci de gérer le hockey, il organisa le 15 mai 1908, le meeting inaugural de la « ligue internationale de hockey-sur-glace » (qui deviendra ensuite « The international ice hockey federation ») à Paris. Il y convia la Grande-Bretagne, la Suisse et la Belgique. Cette création avait pour but d'unifier les différents règlements existant à cette époque.
On le désigne de ce fait comme étant le fondateur de la fédération internationale de hockey sur glace. Il en fut également le premier président.
Il occupa également des fonctions de dirigeant au sein du club des Patineurs de Paris.
Le trophée remis aux champions de France, créé en 1985, se nomme « coupe Magnus »  en hommage à ce personnage. Le Championnat de France de hockey sur glace adopta également le nom de Ligue Magnus lors de la saison 2004-2005.
Il est admis à titre posthume au Temple de la renommée de l'IIHF en 1997, et au Temple de la renommée du hockey français en 2008.

### Mort
Il meurt le 1er novembre 1950 à Paris, à l'âge de 69 ans, et est inhumé le 3 novembre 1950 à Pantin.